# London College of Music Examinations
London College of Music Examinations (LCME) este o comisie de examinare care oferă calificări și diplome, pe niveluri de abilități, în muzică, în teatru și în comunicare. Consiliul de administrație este un departament al London College of Music (LCM), o școală din cadrul University of West London.
LCM Examinations este una dintre cele patru comisii de examinare din Regatul Unit acreditate de Ofqual (the Office of the Qualifications and Examinations Regulator) pentru a acorda calificări și diplome pe niveluri de competențe în muzică. Este, de asemenea, unul dintre cele patru consilii acreditate pentru a acorda calificări în discurs și dramă (împreună cu Trinity College London, Academia din Londra de Muzică și Artă Dramatică și English Speaking Board).
În plus față de activitatea din Marea Britanie și Irlanda, LCME desfășoară activități în întreaga lume, inclusiv în România, unde este reprezentată, în calitate de partener oficial, de Band Music School. Totodata, acest centru privat de predare a muzicii este si centru de examinare LCME în România.
Diplomele sunt oferite pentru patru niveluri de competențe:
- Diploma Colegiului de Muzică din Londra (DipLCM)
- Asociat al London College of Music (ALCM)
- Licențiat al London College of Music (LLCM)
- Partener al London College of Music (FLCM)

Aceste calificări permit titularului să atașeze abrevierile calificării după numele său (de exemplu, "Prenume Nume de familie LLCM").
O serie de materiale didactice LCME sunt disponibile, inclusiv manuale care conțin tot ceea ce este necesar pentru examinările la instrumente muzicale selectate, înregistrări pe CD, manuale de teorie, cărți de teste și o antologie pentru candidații la teatru & comunicare.